# Surto de febre amarela no Brasil em 2016-2017
O surto de febre amarela em 2016-2017 no Brasil iniciou-se em dezembro de 2016 no estado de Minas Gerais e confirmaram-se mortes de pessoas ligadas ao vírus em municípios de nove estados, principalmente dos quatro estados da Região Sudeste.
Em 6 de setembro, o Ministério da Saúde anunciou o fim do surto de febre amarela no país após não registrar novos casos desde junho.

## Casos de febre amarela

### Em humanos
Até 1 de agosto, o número de casos confirmados do surto chegou a 777 em 407 cidades brasileiras com 261 mortes confirmadas, sendo o maior índice no estado de Minas Gerais, com 465 casos confirmados e 152 óbitos. No Espírito Santo registrou-se 252 casos confirmados e 83 mortes. Outros casos de mortes confirmadas pelo vírus ocorreram em São Paulo, Rio de Janeiro, Pará, Tocantins, Goiás, Mato Grosso e Distrito Federal. Esse é o maior número de casos desde que começaram os registros há 37 anos, informou o Ministério da Saúde.
Após o início do surto, em 13 de janeiro, o governo de Minas Gerais decretou situação de emergência em saúde pública por 180 dias nas áreas do estado onde há surto da doença. O decreto contemplou 152 cidades no entorno de Coronel Fabriciano, Governador Valadares, na Região Leste, Manhumirim, na Zona da Mata, e Teófilo Otoni, no Vale do Jequitinhonha e Mucuri. No mesmo dia, o governador de Minas Gerais, Fernando Pimentel, anunciou o repasse de 26 milhões de reais para ações de enfrentamento à febre amarela no estado. Em março, Ministério da Saúde libera 19 milhões de reais para vacinação contra febre amarela em municípios dos quatro estados do Sudeste e Bahia.
O Ministério da Saúde relaciona baixa cobertura vacinal em Minas Gerais em 2016 ao surto atual de febre amarela. Dos 533 municípios com recomendação para a vacina 47,4% tinham menos de 50% de cobertura vacinal em 2016, onde a meta é imunizar 95% dos moradores.

### Em macacos
No Espírito Santo, 54 macacos foram encontrados mortos, com suspeita de febre amarela. Esse número posteriormente subiu para 80 mortes, nas regiões Sul e Noroeste do estado, e em seguida chegou a 400 mortes suspeitas pelo vírus. Na cidade capixaba de Domingos Martins foram 210 mortes de macacos com cinco confirmações de febre amarela até 3 de março. Segundo pesquisadores, a febre amarela já provocou a morte de mais 1100 macacos em todo o Espírito Santo. Os bugios, que estão ameaçados de extinção, são os mais afetados. Estudiosos acreditam que serão necessários 30 anos para recuperar a população desse animal.
Em Minas já são 144 municípios com algum tipo de notificação de morte de primatas, e em 101 dessas cidades a morte dos macacos foi confirmada por febre amarela. Na cidade do Rio de Janeiro, cinco macacos foram achados mortos com suspeita de febre amarela. São Paulo confirma 17 casos de mortes de macacos pelo vírus na região de Campinas.
Em Salvador, capital baiana, foram confirmadas em março de 2017 quatro mortes de macacos por febre amarela.
Segundo especialistas, a morte de macacos com febre amarela na área urbana ainda é um mistério, ainda não há uma explicação científica para o surgimento do vírus nesses locais. O primatólogo Sérgio Lucena da Universidade Federal do Espírito Santo (Ufes) lista três hipóteses para explicar como o vírus pode estar chegando à área urbana:
1. o ser humano estaria tonando-se um hospedeiro temporário do vírus. Ele é picado na área rural, contrai o vírus e um mosquito silvestre que vive em áreas de mata na cidade o pica, passando a ficar infectado e transmitir a doença;
2. o ser humano poderia ter trazido o mosquito silvestre infectado de forma involuntária, quando traz mercadorias da área rural para a área urbana;
3. tráfico de animais silvestres, ou seja, quando o macaco infectado é retirado de uma região silvestre e levado para a área urbana.

O pesquisador Aloisio Falqueto cita outras duas hipóteses:
1. os testes feitos nos macacos sejam falsos positivos, ou seja, terem dado positivo, mas, na verdade, serem negativos;
2. a doença pode ser transmitida pelo Aedes aegypti silvestre, que se reproduz em áreas de mangue, no caso dos macacos mortos encontrados em Vitória. Até hoje não existem registros do seu potencial de transmissão.

## Vacinação
O Ministério da Saúde recomenda a vacinação contra a febre amarela permanentemente no Distrito Federal e mais 18 estados brasileiros, incluindo Minas Gerais. Locais onde a transmissão é considerada possível, principalmente para indivíduos não vacinados e que se expõem em áreas de mata, onde o vírus ocorre naturalmente. O Espírito Santo, Rio de Janeiro e sul da Bahia são áreas de recomendação temporária para vacinação.
Após comprovação da morte de um macaco na capital Vitória por febre amarela, todos os 78 municípios do Espírito Santo deverão ser vacinados cautelarmente. A Secretaria de Estado de Saúde informou que depois do Carnaval chegariam mais um milhão de doses da vacina para imunizar os moradores dos 18 municípios que não faziam parte da zona de risco, aproximadamente 3,69 milhões de pessoas devem receber a vacina.
Até 29 de maio, 83,9% da população do estado já foram imunizadas contra o vírus da febre amarela segundo a Secretaria Estadual da Saúde, o que significa três milhões de pessoas. Para que haja um bloqueio eficaz, a vacinação deve alcançar pelo menos 80% da população.
Em Belo Horizonte é confirmada a segunda morte de macaco por febre amarela na capital mineira em 6 de março. Assim a prefeitura intensificou a vacinação contra a doença na cidade. Até 6 de março, quase 481 mil pessoas foram imunizadas em Belo Horizonte no ano. Em 2016, 140 mil pessoas foram vacinadas na capital.
No Rio de Janeiro, todos os 92 municípios vão vacinar a população por ser vizinho de três estados com casos confirmados da doença. A estratégia de vacinação como medida preventiva já vinha sendo adotada em 30 municípios localizados nas divisas com Minas Gerais e Espírito Santo.
Em 6 de março, a Organização Mundial da Saúde (OMS) divulgou que o Espírito Santo é considerado área de risco para febre amarela. Por isso, a recomendação é de que todos os viajantes internacionais se vacinem contra a doença antes de visitarem qualquer localidade do estado. Posteriormente, a OMS também recomendou em a vacinação nos estados do Rio de Janeiro e de São Paulo com exceção para as áreas urbanas das cidades do Rio de Janeiro, Niterói e São Paulo.

### Demissão de jornalista no Rio de Janeiro
Em 16 de março de 2017 o jornalista Caio Barbosa escreveu uma matéria para o jornal O Dia relatando filas, falta de informações e confusões nos postos de saúde do Rio de Janeiro.
No dia 18 de março o jornal retirou a matéria do ar e demitiu o jornalista, segundo este afirmando haver se tratado de pedido do prefeito Marcelo Crivella. O prefeito em nota negou o envolvimento com a demissão do jornalista.
O jornal também afirmou que o prefeito não participou da decisão de demissão do jornalista Caio Barbosa e afirmou haver um processo reestruturação de pessoal. Não explicou, porém as alterações promovidas na matéria, inclusive com alteração da foto ilustrando um posto de saúde do município de Macaé.

## Ciclos da doença
A febre amarela atinge humanos e macacos. A doença é causada por um vírus da família Flaviviridae. Segundo Débora Moura, responsável técnica pela área de imunizações e imunopreveníveis da SMS de Aracaju, existem dois tipos de febre amarela: a urbana e a silvestre. A urbana desde 1942 não ocorre no Brasil, enquanto a silvestre é encontrada através do vírus amarílico nos macacos que vivem nas matas, quando o mosquito dos gêneros Haemagogus ou Sabethes — que só vive na floresta — pica o macaco e depois pica o homem que está na mata. Esse homem vem para a cidade e é picado pelo Aedes aegypti, que se infecta e passa a transmitir às pessoas. “É este o ciclo que deve estar ocorrendo em Minas Gerais, as pessoas entraram na mata sem se vacinar”, supôs a técnica.